# Stenus ingratus
Stenus ingratus är en skalbaggsart som beskrevs av Thomas Casey. Stenus ingratus ingår i släktet Stenus och familjen kortvingar. Inga underarter finns listade i Catalogue of Life.